# Política de Uso Aceptable
La Política de Uso Aceptable también conocido como Política de Uso Justo, FAP (en inglés Fair Access Policy) o Data Cap es una restricción en la tasa de transferencia de la red. Generalmente se refiere a la política impuesta por el proveedor de servicios de internet para limitar el uso de internet de sus clientes, usualmente cuando se excede dicho límite es necesario adquirir paquetes adicionales. En sí, tiene la finalidad de evitar la sobresaturación de la red para que todos los usuarios puedan disponer de una velocidad estable del servicio. Sin embargo, llegar al límite no significa quedarse sin conexión, la navegación continuará pero a una menor velocidad (dependiendo del ISP).
Esta política normalmente se aplica a proveedores de internet satelital y de telefónicas inalámbricas, sin embargo, en algunos países ya se está implementando en ISP's DSL, como lo es en Estados Unidos, Suiza, Uruguay, Turquía, Canadá, entre otros.